# Beaver Lake
Beaver Lake es una aldea en el norte de Alberta, Canadá, dentro del condado de Lac La Biche.  Se encuentra a orillas del lago Beaver, a 4 kilómetros este de la autopista 36, aproximadamente 116 kilómetros noroeste de Cold Lake. 

## Demografía
En el censo de población de 2021 realizado por Statistics Canada, Beaver Lake registró una población de 467 habitantes viviendo en 179 de sus 198 viviendas privadas totales, un cambio de -3,1% con respecto a su población de 2016 de 482. Con una superficie de terreno de 1,1 km² (0,4 mi²), tenía una densidad de población de 424,5/km en 2021.
Como lugar designado en el Censo de Población de 2016 realizado por Statistics Canada, Beaver Lake registró una población de 482 habitantes viviendo en 171 de sus 192 viviendas privadas totales, un cambio de -2,8% con respecto a población de 2011 de 496 habitantes. Con una superficie de terreno de 1,25 km² (0,5 mi²), tenía una densidad de población de 385,6/km en 2016.
El censo municipal de 2016 del condado de Lac La Biche contó con una población de 527 habitantes en Beaver Lake.